# Heterocyatholaimus macrolaimus
Heterocyatholaimus macrolaimus is een rondwormensoort uit de familie van de Linhomoeidae. De wetenschappelijke naam van de soort is voor het eerst geldig gepubliceerd in 1935 door Allgén.